# Naruto Uzumaki
Naruto Uzumaki (japonsky うずまきナルト, Uzumaki Naruto) je hlavní postava mangy a později i anime seriálů Naruto a Naruto: Šippúden, jejichž autorem je Masaši Kišimoto. Naruto je nindžou Skryté Listové vesnice, v jehož těle je zapečetěn devítiocasý liščí démon Kurama, který při Narutově narození napadl Listovou vesnici, a aby vesnice nebyla zničena, čtvrtý hokage Minato Namikaze zapečetil první polovinu Kuramy do sebe a druhou polovinu do právě narozeného nemluvněte Naruta, za což zaplatil vlastním životem. Naruto je hyperaktivní chlapec, jehož největšími ambicemi je stát se hokagem, aby jej lidé uznávali. Jeho nejoblíbenějším jídlem je ramen. Je oblečen v oranžové kombinéze.
Kvůli démonovi se vesničané Naruta bojí a nenávidí jej. Považovali jej za samotné monstrum a podle toho se k němu i chovali. Naruto byl sám, bez přátel, bez rodiny a bez lásky. Upozorňoval na sebe rošťárnami a zoufale se snažil o pozornost a uznání ostatních. To, že je v něm zapečetěn devítiocasý démon, se neměl dozvědět. Jedním z mála lidí, kteří byli i v té době Narutovi blízcí, byl jeho učitel Iruka, který ho naučil, že nikdy není sám. Poté, co se Naruto s potížemi stane nindžou, je přiřazen do týmu 7, jehož dalšími členy jsou Sakura Haruno, do které je Naruto zakoukaný, Sasuke Učiha, kterého Naruto nesnáší, protože je moc oblíbený a holky ho zbožňují, ale později se z nich stanou nejlepší přátelé a jejich velitelem je Kakaši Hatake. Společně tak musí plnit mise různé obtížnosti.
Pokračování anime Naruto se jmenuje Naruto: Šippúden a začíná tím, jak se Naruto s Džiraijou šťastně vrací do Listové vesnice. Naruto se brzy znovu rozkouká a najde staré kamarády, kteří už jsou všichni čúniny a džoníny, ale Naruto ne. Naruto a Sakura se brzy pokusí získat Sasukeho zpět. Vydají se tedy na dlouhou cestu za Oročimarem, kde na konci sice Sasukeho potkají, ale bohužel se jim ho nepodaří přesvědčit, aby šel s nimi. Oba dva se však nevzdávají. Listovou vesnici začne ohrožovat organizace Akacuki s devíti velice zkušenými členy, kteří loví ocasaté démony, aby dostali sílu, jakou svět ještě neviděl. Jsou to Nagato, Konan, Itači, Kisame, Sasori, Deidara, Kakuzu, Hidan a Zecu. Listová vesnice jim musí ostře čelit. Sasoriho, Deidaru, Hidana a Kakuzua Listová vesnice zlikviduje. 
Sasuke po dvou a půl letech Oročimarua pokusí zabít, ale nezabije (myslí si že je mrtvý) poté odejde od něj a sestaví si tým Hebi spolu se Suigecuem, Karin a Džúgem. Přidají se k Akacuki a přejmenují se na tým Taka. Aby se dostali do Akacuki, musí splnit určenou zkoušku. V jejich případě přinést do organizace osmiocasého démona, který je zapečetěn v Killer Beem, což je bratr raikageho. Zabijí ho, ale zjistí, že to byl pouze vodní klon, za což Suigecu málem zaplatí životem. 
Listovou vesnici čeká veliká hrozba, která je ještě horší, než když útočil devítiocasý démon. Zaútočí na vesnici vůdce Akacuki Nagato se svými šesti těly. Poté, co zabije Narutova mistra Džiraiju se rozhodne zaútočit i na Listovou vesnici. Použije velmi silnou techniku Šinra tensei (smrtící vlna), která rozdrtí celou vesnici do posledního domku. Mnoho lidí zemře, ale někteří přežijí, neboť je zachrání pátá hokage svou skrytou technikou. Kdyby ji nepoužila, asi by už nežil nikdo. Naruto se mezitím naučí načerpávat čakru z přírody a ovládat mód poustevníka. Bojuje s Nagatem a Nagato v boji zraní Hinatu Hjúgu, která předtím, než omdlí, řekne Narutovi, že jej miluje. Naruto si myslí, že zemřela, a vpustil do sebe takový vztek, že když se promění v Devítiocasého, naroste mu osm ocasů. Tento stav překoná s pomocí čtvrtého hokageho Minata Namikazeho, jelikož i přes smrt s ním sdílel stejného démona. Nakonec Naruto Nagatovi domluví a zeptá se, proč musel zničit Listovou. Nagato odvětí, že jeho rodiče kdysi omylem zabili čúninové z Listové vesnice. Po delší debatě však Naruto Nagata přesvědčí o špatnosti jeho pomsty, načež Nagato obětuje svůj život ve prospěch všech, kdo v boji zemřeli. Listová vesnice tak může začít nový začátek.

## Etymologie jména
Jméno Naruta je narážkou na mořský vír Naruto (slovo uzumaki psáno jako うずまき se z japonštiny překládá jako mořský vír). Některé zdroje uvádějí narutomaki jako možnou inspiraci pro Narutovo jméno, podle japanoložky Franzisky Ehmcke je však tato teorie spíše vtipným postřehem, který odkazuje na Narutovu zálibu v konzumaci ramenu.